# Parc Nacional de Kaudulla
El Parc Nacional de Kaudulla és un parc nacional de l'illa de Sri Lanka situat a 197 km de la ciutat més gran, Colombo. Va ser designat parc nacional l'1 d'abril de 2002, convertint-se en la 15a zona d'aquest tipus de l'illa. Durant la temporada 2004–2005, més de 10.000 persones van visitar el Parc Nacional, generant uns ingressos de 100.000 rupies per les entrades. Juntament amb Minneriya i Girithale BirdLife International han identificat Kaudulla com una àrea important per a les aus.
Històricament, Kaudulla va ser un dels 16 embassaments de reg construïts pel rei Mahasen. Després d'un període d'abandonament, va ser reconstruït l'any 1959. Ara atrau i acull una gran varietat de flora i fauna, incloent-hi grans mamífers, peixos i rèptils.

## Característiques físiques
La regió rep una pluja anual de 1.500-2.000 mm inclosa la pluja del monsó del nord-est. Un període sec persisteix d'abril a octubre. La temperatura oscil·la entre 20,6 a 34,5 ℃. Moltes espècies de plantes i herbes creixen bé durant l'època de pluges, mentre que l'abundància d'aliments i aigua, fins i tot en el període sec, atrau un gran nombre de mamífers herbívors al parc.

## Flora
La vegetació del parc representa els boscos secs de fulla perenne de Sri Lanka. El cultiu de Chena i les praderies envolten la zona de l'embassament. La comunitat de fitoplàncton de l'embassament de Kaudulla inclou algues blaves, Microcystis spp. i diatomees com Melosira spp.. Manilkara hexandra, Chloroxylon swietenia i Vitex altissima són les espècies d'arbres dominants al bosc que envolta l'embassament. Arbusts com Randia dumetorum, i Calotropis gigantea i herbes com Imperata cylindrica, i Panicum maximum són abundants en algunes zones.

## Fauna
Les espècies faunístiques registrades al parc inclouen 24 espècies de mamífers, 25 espècies de rèptils, 26 espècies de peixos i 160 espècies d'ocells.
Durant el període de sequera, els elefants de Sri Lanka es traslladen a l'embassament Minneriya per beure i alimentar-se. Al voltant del mes de setembre els elefants es traslladen a l'embassament de Kaudulla a la recerca de més aigua i menjar. Malgrat l'escalada del conflicte humà-elefant, el nombre d'elefants va augmentar a la zona seca i s'han comptat 211 individus a Kaudulla el 2008.
El cérvol sambar de Sri Lanka, el cérvol de l'eix de Sri Lanka, la moschiola, el senglar, el lleopard de Sri Lanka i l'ós morrut són altres mamífers que es troben al parc. El parc nacional de Kaudulla també és un dels llocs on es troba el loris esvelt gris a Sri Lanka. Després del descobriment d'un vedell de cérvol de l'eix de Sri Lanka albí de dos mesos abandonat per la seva mare, se suposa que Kaudulla és probablement l'únic parc nacional de Sri Lanka que té cérvols de l'eix albí.
Grans ocells aquàtics com el pelicà de bec tacat i el marabú collgroc visiten l'embassament de Kaudulla. Les espècies de peixos de l'embassament inclouen l'Oreochromis mossambicus d'aigua dolça. Fejervarya pulla és un amfibi endèmic de Sri Lanka que habita al Parc Nacional. Les tortugues d'aigua dolça, la tortuga de closca de solapa de l'Índia i la tortuga negra de l'Índia són els rèptils més destacats.

## Conservació
S'informa que la propagació d'espècies exòtiques invasores com Lantana camara està suposant una amenaça per a la vida salvatge del parc. El corredor de la selva Kaudulla-Minneriya que uneix Kaudulla amb el Parc Nacional de Minneriya va ser declarat Santuari de Vida Silvestre l'any 2004.